# Canoagem nos Jogos Olímpicos de Verão de 2024 - Slalom C-1 feminino
A competição do slalom C-1 feminino da canoagem nos Jogos Olímpicos de Verão de 2024 foi realizada no Estádio Náutico de Vaires-sur-Marne, na Ilha de França, em 30 e 31 de julho de 2024. Um total de 21 canoístas, cada uma representando um Comitê Olímpico Nacional (CON), participaram do evento.

## Qualificação
Cada CON poderia qualificar apenas um barco no evento do slalom C-1 feminino. Um total de 21 vagas estavam disponíveis, alocadas através do Campeonato Mundial de Canoagem Slalom de 2023, torneios continentais (uma cada para Ásia, África, Europa, Américas e Oceania), além de vagas por realocação, universalidade ou convite.
As vagas de qualificação foram concedidas ao CON, não necessariamente a canoísta que obteve a vaga.

## Formato
As provas olímpicas da canoagem slalom utilizam um formato com três fases: eliminatórias, semifinal e final. Nas eliminatórias, cada canoísta tem duas descidas no percurso com o melhor tempo sendo considerado. As 18 melhores avançam à semifinal. Na semifinal, a canoísta tem uma única descida; as 12 melhores avançam à final. Os três melhores tempos na final em descida única conquistam as medalhas de ouro, prata e bronze, respectivamente.
O circuito tem extensão aproximada de 250 metros, com até 25 portões que o canoísta deve passar na direção correta. Penalidades de tempo são adicionadas para cada uma das infrações como passagem pelo lado errado ou toque no portão. As descidas geralmente duram 95 segundos.

## Calendário
Horário local (UTC+2)
| Dia         | Horário | Fase          |
| ----------- | ------- | ------------- |
| 30 de julho | 15:00   | Eliminatórias |
| 31 de julho | 15:30   | Semifinal     |
| 31 de julho | 17:25   | Final         |

## Medalhistas
| Ouro   | AUS Jessica Fox   |
| Prata  | GER Elena Lilik   |
| Bronze | USA Evy Leibfarth |

## Resultados
O evento começou com as duas descidas eliminatórias em 30 de julho. No dia seguinte houve as disputas de semifinal e final.
| Pos.              | Bib | Canoísta            | CON                | Eliminatórias | Eliminatórias | Eliminatórias | Eliminatórias | Eliminatórias | Eliminatórias | Semifinal   | Semifinal   | Semifinal   | Final       | Final       | Final       |
| Pos.              | Bib | Canoísta            | CON                | D1            | Pen.          | D2            | Pen.          | Melhor        | Ordem         | Tempo       | Pen.        | Ordem       | Tempo       | Pen.        | Ordem       |
| ----------------- | --- | ------------------- | ------------------ | ------------- | ------------- | ------------- | ------------- | ------------- | ------------- | ----------- | ----------- | ----------- | ----------- | ----------- | ----------- |
| Medalha de ouro   | 1   | Jessica Fox         | AUS Austrália      | 100.05        | 0             | 103.10        | 2             | 100.05        | 2             | 106.08      | 0           | 2           | 101.06      | 2           | 1           |
| Medalha de prata  | 3   | Elena Lilik         | GER Alemanha       | 107.95        | 4             | 103.29        | 2             | 103.29        | 5             | 113.59      | 0           | 7           | 103.54      | 0           | 2           |
| Medalha de bronze | 9   | Evy Leibfarth       | USA Estados Unidos | 108.82        | 0             | 107.09        | 6             | 107.09        | 11            | 117.58      | 0           | 12          | 109.95      | 2           | 3           |
| 4                 | 5   | Zuzana Paňková      | SVK Eslováquia     | 103.27        | 0             | 105.71        | 0             | 103.27        | 4             | 115.59      | 2           | 9           | 111.07      | 0           | 4           |
| 5                 | 8   | Ana Sátila          | BRA Brasil         | 109.95        | 2             | 105.16        | 0             | 105.16        | 7             | 109.88      | 2           | 5           | 112.70      | 2           | 5           |
| 6                 | 6   | Mònica Dòria        | AND Andorra        | 101.28        | 0             | 151.68        | 54            | 101.28        | 3             | 106.53      | 0           | 3           | 113.58      | 6           | 6           |
| 7                 | 2   | Gabriela Satková    | CZE Chéquia        | 99.44         | 2             | 106.54        | 2             | 99.44         | 1             | 105.55      | 0           | 1           | 114.22      | 2           | 7           |
| 8                 | 15  | Alena Marx          | SUI Suíça          | 109.66        | 2             | 111.10        | 2             | 109.66        | 16            | 117.50      | 2           | 11          | 114.61      | 2           | 8           |
| 9                 | 13  | Eva Alina Hočevar   | SLO Eslovênia      | 109.57        | 2             | 108.22        | 2             | 108.22        | 12            | 109.22      | 0           | 4           | 115.48      | 0           | 9           |
| 10                | 14  | Miren Lazkano       | ESP Espanha        | 109.49        | 2             | 113.60        | 8             | 109.49        | 15            | 116.27      | 4           | 10          | 116.97      | 6           | 10          |
| 11                | 12  | Viktoriia Us        | UKR Ucrânia        | 113.67        | 2             | 106.09        | 2             | 106.09        | 9             | 114.26      | 4           | 8           | 117.98      | 4           | 11          |
| 12                | 4   | Mallory Franklin    | GBR Grã-Bretanha   | 104.72        | 2             | 152.41        | 50            | 104.72        | 6             | 111.62      | 6           | 6           | 165.15      | 56          | 12          |
| 13                | 7   | Marjorie Delassus   | FRA França         | 108.34        | 4             | 119.22        | 10            | 108.34        | 13            | 118.84      | 6           | 13          | Não avançou | Não avançou | Não avançou |
| 14                | 17  | Viktoria Wolffhardt | AUT Áustria        | 114.27        | 2             | 110.39        | 0             | 110.39        | 17            | 120.78      | 0           | 14          | Não avançou | Não avançou | Não avançou |
| 15                | 18  | Huang Juan          | CHN China          | 112.88        | 8             | 108.47        | 4             | 108.47        | 14            | 121.64      | 6           | 15          | Não avançou | Não avançou | Não avançou |
| 16                | 16  | Lena Teunissen      | NED Países Baixos  | 115.51        | 6             | 105.33        | 0             | 105.33        | 8             | 122.82      | 4           | 16          | Não avançou | Não avançou | Não avançou |
| 17                | 10  | Klaudia Zwolińska   | POL Polônia        | 106.84        | 2             | 107.89        | 4             | 106.84        | 10            | 123.64      | 6           | 17          | Não avançou | Não avançou | Não avançou |
| 18                | 11  | Marta Bertoncelli   | ITA Itália         | 112.28        | 4             | 110.43        | 4             | 110.43        | 18            | 170.28      | 50          | 18          | Não avançou | Não avançou | Não avançou |
| 19                | 20  | Lois Betteridge     | CAN Canadá         | 120.22        | 8             | 115.60        | 6             | 115.60        | 19            | Não avançou | Não avançou | Não avançou | Não avançou | Não avançou | Não avançou |
| 20                | 21  | Haruka Okazaki      | JPN Japão          | 122.50        | 2             | 130.42        | 8             | 122.50        | 20            | Não avançou | Não avançou | Não avançou | Não avançou | Não avançou | Não avançou |
| 21                | 19  | Michaela Corcoran   | IRL Irlanda        | 129.55        | 10            | 168.08        | 52            | 129.55        | 21            | Não avançou | Não avançou | Não avançou | Não avançou | Não avançou | Não avançou |